# Liste des chapitres de Negima!
Cet article est un complément de l'article sur le manga Negima!.
Les chapitres sont originellement numérotés sous la forme « Cours n » (n期間), où la variable n correspond au numéro du chapitre. Les couvertures des tomes représentent généralement deux ou trois personnages en premier plan, ils sortent du cadre de l'arrière plan représentant un décor du manga avec d'autres personnages. Les personnages de second plan ne sortent généralement pas du cadre. La quatrième de couverture représente à chaque fois un personnage différent sur un tartan changeant lui aussi de couleurs à chaque fois. Sous la jaquette, les personnages de premier plan et celui du quatrième de couverture sont repris sous forme de contours avec des indications de couleurs ou de décors ainsi que des commentaires de l'auteur.
Au Japon, le manga est édité par Kōdansha depuis juillet 2003. La série fait en tout 38 tomes. En France, le manga est édité par Pika Édition depuis octobre 2005, et les 38 tomes ont été édités au 30 janvier 2013.

## Volumes

### Tomes 1 à 10
| no | Japonais          | Japonais          | Français          | Français          |
| no | Date de sortie    | ISBN              | Date de sortie    | ISBN              |
| --- | ----------------- | ----------------- | ----------------- | ----------------- |
| 1 | 17 juillet 2003   | 978-4-06-363268-2 | 25 octobre 2005   | 2-84599-503-2     |
| Liste des chapitres : - Chapitre 1 - Comment un petit magicien devint prof... (お子ちゃま先生は魔法使い!, Oko-chama Sensei wa Mahōtsukai!) - Chapitre 2 - Moins une à la bibliothèque ! (ドッキリ図書室危機一髪!?, Dokkiri Toshoshitsu Kikiippatsu!?) - Chapitre 3 - Les joies du bain... (おフロでキュキュキュ ♥, Ofuro de Kyukyukyu ♥) - Chapitre 4 - Collée pour le pire (キョーフの居残り授業!, Kyōfu no Inokori Jugyō!) - Chapitre 5 - Grand match de balle au prisonnier ~combat de filles~ (1re partie) (ドッジボール大勝負!!~闘え乙女たち~(前編), Dojjibōru ō Shōbu!! ~Tatakae Otome-tachi~ (Zenpen)) - Chapitre 6 - Grand match de balle au prisonnier ~combat de filles~ (2e partie) (ドッジボール大勝負!!~闘え乙女たち~(後編), Dojjibōru ō Shōbu!! ~Tatakae Otome-tachi~ (Kōhen)) |                   |                   |                   |                   |
| Tout commence au Royaume-Uni dans le village de Meldiana. La dernière promotion d'apprentis magiciens vient d'être diplômée, mais pour être confirmés, chacun d'entre eux doit effectuer un stage quelque part dans le monde. Le major de la promo, Negi Springfield, se voit attribuer un poste de professeur au Japon. A peine arrivé, il fait connaissance de la douce Konoka et de la tyrannique Asuna. La première est la petite-fille du directeur et la seconde le prend en grippe dès le premier regard. Très rapidement, Asuna comprend qu'il est un magicien et souhaite se servir de lui pour créer un philtre d'amour pour M. Takahata, un professeur. Mais l'une de ses requêtes, un philtre d'amour, tourne mal et fini en course-poursuite entre les élèves et Negi. Après quelques problèmes posés par l'incapacité de Negi à se laver seul, les filles se voient lancer un défi de balle aux prisonniers par le groupe des Lys Noirs. |                   |                   |                   |                   |
| 2 | 12 août 2003      | 978-4-06-363276-7 | 6 décembre 2005   | 2-84599-532-6     |
| Liste des chapitres : - Chapitre 7 - Les Baka Rangers et le secret de l'île-bibliothèque - Le défi de l'examen trimestriel - 1re partie (バカレンジャーと秘密の図書館島~期末テスト大作戦その①, Baka Renjā to Himitsu no Toshokan-jima ~ Kimatsu Tesuto Daisakusen Sono Ichi) - Chapitre 8 - Les Baka Rangers et le secret de l'île-bibliothèque - Le défi de l'examen trimestriel - 2e partie (バカレンジャーと秘密の図書館島~期末テスト大作戦その②, Baka Renjā to Himitsu no Toshokan-jima ~ Kimatsu Tesuto Daisakusen Sono Ni) - Chapitre 9 - Les Baka Rangers et le secret de l'île-bibliothèque - Le défi de l'examen trimestriel - 3e partie (バカレンジャーと秘密の図書館島~期末テスト大作戦その③, Baka Renjā to Himitsu no Toshokan-jima ~ Kimatsu Tesuto Daisakusen Sono San) - Chapitre 10 - Les Baka Rangers et le secret de l'île-bibliothèque - Le défi de l'examen trimestriel - 4e partie (バカレンジャーと秘密の図書館島~期末テスト大作戦その④, Baka Renjā to Himitsu no Toshokan-jima ~ Kimatsu Tesuto Daisakusen Sono Yon) - Chapitre 11 - Les Baka Rangers et le secret de l'île-bibliothèque - Le défi de l'examen trimestriel - 5e partie (バカレンジャーと秘密の図書館島~期末テスト大作戦その⑤, Baka Renjā to Himitsu no Toshokan-jima ~ Kimatsu Tesuto Daisakusen Sono Go) - Chapitre 12 - E.Girl Life (eGirl Life☆) - Chapitre 13 - Petite visite guidée (ススメ!お子ちゃま散歩隊, Susume! Oko-chama Sanpotai) - Chapitre 14 - Les ennemis d'hier sont les amis d'aujourd'hui (きのうの敵はきょうの強敵, Kinō no Teki wa Kyō no Tomo!) - Chapitre 15 - Negi veut se marier ?! (ネギ先生、ご結婚!?, Negi-sensei, Gokekkon!?) |                   |                   |                   |                   |
| Le dernier examen trimestriel de l'année scolaire arrive. Si Negi parvient à éviter la dernière place à sa classe, il sera titularisé. Peu après, les Baka-Rangers entendent parler d'une rumeur sur la possibilité d'une régression dans leur niveau scolaire. Toutes sont donc motivées pour réussir les examens et partent à la recherche d'un livre censé augmenter l'intelligence dont la légende veut qu'il se trouve dans les sous-sols de l'île-bibliothèque. Mais les choses ne sont pas aussi simples... Après une petite interlude durant laquelle on apprend la passion secrète de Chisame, les jumelles font visiter le campus à Negi et en profitent pour le martyriser. Enfin, après une lettre de Nekane, une rumeur court comme quoi Negi est un prince qui chercherait une princesse, ce qui entraîne malheureusement une nouvelle course-poursuite. |                   |                   |                   |                   |
| 3 | 17 novembre 2003  | 978-4-06-363311-5 | 21 février 2006   | 2-84599-562-8     |
| Liste des chapitres : - Chapitre 16 - Le magicien de l'allée des cerisiers (桜通りの魔法使い, Sakura-dōri no Mahōtsukai) - Chapitre 17 - Nom de code, Evangeline... (その名はエヴァンジェリン, Sono Na wa Evanjierin) - Chapitre 18 - Un petit coup de main... ? (小さな助っ人、参上カモ!?, Chiisana Suketto, Sanjō kamo!?) - Chapitre 19 - Serment viril (en apparence) ♪ (漢の誓い(‥らしい‥‥), Otoko no Chikai (..Rashii....)) - Chapitre 20 - Quoi ?! Asuna est sous Pactio ? (え!?アスナと契約っ!?, E!? Asuna to Pakutiō!?) - Chapitre 21 - Un peu d'exercice ! (修業でござるよ♪, Shugyō de Gozaru yo ♪) - Chapitre 22 - Quand Negi est dans un état second (ネギ、無我夢中!!, Negi, Mugamuchū!!) - Chapitres 23~25 - Coupure électrique générale sur l'école (学園都市大停電大作戦!!, Gakuentoshi Daiteiden Daisakusen!!) |                   |                   |                   |                   |
| Une rumeur court sur le campus : un vampire attaquerait les élèves. Ce bruit de couloir est plus que réel, il représente un danger pour Negi qui est la véritable cible de ce suceur de sang. Heureusement, une ancienne connaissance de Negi arrive et lui enseigne l'astuce qui pourrait lui permettre de vaincre son adversaire : le pactio. Comme le vampire est aussi un magicien qui dispose d'un partenaire. Asuna accepte alors de sceller un pactio avec Negi. Cependant Negi a des doutes et se voit remonter le moral par Kaede. Il apprend aussi quelles étaient les relations entre son père et le vampire. Le combat commence... |                   |                   |                   |                   |
| 4 | 16 janvier 2004   | 978-4-06-363330-6 | 18 avril 2006     | 2-84599-583-0     |
| Liste des chapitres : - Chapitre 26 - La preuve du Pactio ? - Chapitre 27 - Rendez-vous secret ?! L'attaque des pom-pom girls ! - Chapitre 28 - Panique dans le Shinkansen ! - Chapitre 29 - Espionnage et nudité... - Chapitre 30 - Le secret de Konoka et Setsuna - Chapitres 31~32 - Grand guignol ! La fille aux trois Fuda ! - Chapitre 33 - Prière au grand Bouddha de Nara - Chapitre 34 - Image choc à Kyoto ! La magie existe ? |                   |                   |                   |                   |
| Un voyage à Kyoto et à Nara est prévu, mais les ligues de mages de Kyoto et Mahora ont des relations plutôt tendues. Après quelques quiproquos sur les relations entre Negi et Konoka, le départ se fait tout de même. Mais dès le voyage en train, quelqu'un semble tenter de leurs mettre des bâtons dans les roues. Heureusement l'amie d'enfance de Konoka est là pour les aider alors qu'un combat s'engage pour libérer une jeune fille. Après une révélation choc lors d'une visite à Nara pour Negi, une autre attend une élève et pas n'importe laquelle... |                   |                   |                   |                   |
| 5 | 16 avril 2004     | 978-4-06-363362-7 | 14 juin 2006      | 2-84599-614-4     |
| Liste des chapitres : - Chapitre 35 - Embrassades au cœur de la nuit - Chapitre 36 - Labyrinthe labial... - Chapitre 37 - Qui a embrassé Negi ? - Chapitre 38 - Le livre secret de Nodoka - Chapitre 39 - Aveuglement, boucle et survie... - Chapitre 40 - Pour retrouver son chemin... - Chapitre 41 - Plan secret ?! - Chapitres 42~43 - Une nouvelle équipe de gardes du corps ? |                   |                   |                   |                   |
| Camo et Kazumi forment une alliance diabolique dans le but de faire le plus de pactio possible. Il en résulte qu'une des élèves fini par avoir elle aussi un artefact. Puis durant la journée libre, le groupe de Negi est attaqué. S'engage alors un combat entre un jeune loup-garou et Negi aidé d'Asuna. Mais, lorsqu'ils sont en très mauvaise posture, arrive in-extremis la fameuse élève. Pendant ce temps, Konoka et Setsuna sont attaquées dans le village du cinéma. |                   |                   |                   |                   |
| 6 | 17 juin 2004      | 978-4-06-363392-4 | 20 septembre 2006 | 2-84599-642-X     |
| Liste des chapitres : - Chapitre 44 - Une nuit au temple - Chapitre 45 - Silence sur le temple - Chapitre 46 - Ça chauffe au temple - Chapitre 47 - Récupérer Konoka ! - Chapitre 48 - L'heure d'agir ! - Chapitre 49 - Libération et force cachée... - Chapitre 50 - Pour Konoka... - Chapitre 51 - Le retour de Dark Evangeline - Chapitre 52 - Prodige - Chapitre 53 - Le Kyoto des souvenirs |                   |                   |                   |                   |
| Après une révélation éclair sur la famille de Konoka et leurs liens avec celle de Negi, le temple est attaqué et une des élèves est enlevée. Negi, Asuna et Setsuna se lancent à la poursuite de leurs adversaires. Pour les retarder, l'ennemi a invoqué une armée de démons et seul Negi réussit à passer. Mais ça n'est pas le seul obstacle sur la route. Pendant ce temps, le chef adversaire commence une incantation pour réveiller l'un des plus grands démons qui soit. Bienheureusement, les renforts ont été appelés et Negi peut enfin affronter son adversaire. Mais celui-ci est bien trop fort et bat facilement Negi qui est sauvé in-extrémis par une personne inattendue. Juste avant le retour, le père de Konoka confis à Negi un objet ainsi qu'une photo des Ala Rubra. |                   |                   |                   |                   |
| 7 | 17 septembre 2004 | 978-4-06-363426-6 | 15 novembre 2006  | 2-84599-664-0     |
| Liste des chapitres : - Chapitre 54 - Carte, trouble et chocolat ♥ - Chapitre 55 - Triangle amoureux ! - Chapitre 56 - Negi, Makie et le test de disciple - Chapitres 57~58 - Déclaration de guerre ! - Chapitre 59 - Décryptage ? - Chapitre 60 - De la bonne utilisation des cartes - Chapitre 61 - L'empire tropical de la guimauve - Chapitre 62 - Ne jamais s'épancher sous les tropiques |                   |                   |                   |                   |
| Des chocolats ensorcelés commencent par poser quelques problèmes à Asuna. Puis pour pouvoir devenir le disciple d'un des plus grands magiciens qu'il connait, Negi doit vaincre en duel un autre disciple de ce même magicien. Pour cela il demande de l'aide à une de ses élèves pour le former à l'art du combat. Il subit alors une formation martiale en parallèle avec une autre de ses élèves, qui elle veut s'améliorer après les propos blessants d'un de ses profs. Puis il suit un entrainement à la magie et se brouille avec Asuna. Enfin il passe la Golden week sur une île paradisiaque. |                   |                   |                   |                   |
| 8 | 17 novembre 2004  | 978-4-06-363451-8 | 17 janvier 2007   | 2-84599-686-1     |
| Liste des chapitres : - Chapitre 63 - La tour des secrets - Chapitre 64 - À la poursuite de Negi ! - Chapitre 65 - Mon Superman à moi - Chapitre 66 - La vérité d'un jour de neige - Chapitre 67 - Glisse et temps de bain - Chapitre 68 - Visite d'un soir d'orage - Chapitre 69 - Combat ! Negi et Kotarō - Chapitre 70 - Pourquoi combattre ? - Chapitre 71 - Le choix de Negi |                   |                   |                   |                   |
| Alors que Negi s'épuise à suivre des entrainements intensifs et entrainer ses propres élèves en plus de dispenser des cours, un jeune garçon est retrouvé nu et blessé par deux élèves de la 3-A. Pendant que le garçon se rétablit, Negi nous en apprends plus sur ses motivations. C'est alors que les membres du groupe de Negi sont capturées par un démon que Negi a déjà rencontré plusieurs années auparavant. Le garçon et Negi s'allient pour l'affronter… |                   |                   |                   |                   |
| 9 | 17 février 2005   | 978-4-06-363484-6 | 18 avril 2007     | 978-2-84599-720-2 |
| Liste des chapitres : - Chapitre 72 - Allez, les filles ! - Chapitre 73 - Doux à l'extérieur, consistant à l'intérieur - Chapitre 74 - Une élève toujours présente... - Chapitre 75 - Les larmes aux yeux... - Chapitres 76~77 - Amour à sens unique - Chapitre 78 - Un magicien très demandé - Chapitre 79 - La légende de l'arbre-monde - Chapitre 80 - Une veille mouvementée |                   |                   |                   |                   |
| Les préparations pour le festival de Mahora commencent, naturellement les filles ne pouvaient pas éviter de partir dans le délire total. Après une petite déprime de Negi que Satsuki a résolu, la classe se retrouve confrontée à un fantôme. Chachamaru puis Asuna ont quelques problèmes avec leurs sentiments pendant que Negi à des problèmes d'emploi du temps. Enfin on en apprends plus sur les pouvoirs de l'Arbre-Monde avant une course poursuite pour protéger une élève |                   |                   |                   |                   |
| 10 | 17 mai 2005       | 978-4-06-363529-4 | 11 juillet 2007   | 978-2-84599-748-6 |
| Liste des chapitres : - Chapitre 81 - Fête de Mahora : l'événement de l'année ! - Chapitre 82 - Ouverture de la fête... encore !? - Chapitre 83 - Rendez-vous avec le rat de bibliothèque ♥ - Chapitre 84 - Negi, le Terminator du baiser - Chapitre 85 - Jeux de mains... - Chapitre 86 - Le sniper de l'amour - Chapitre 87 - Cœur amoureux se dissimule difficilement - Chapitre 88 - Le légendaire tournoi d'arts martiaux ♥ : attention, danger ! - Chapitre 89 - Battle Royal palpitant ♥, la réunion des costauds ! |                   |                   |                   |                   |
| Le festival débute, mais après un départ en fanfare, Negi s'endort et loupe plusieurs rendez-vous. Heureusement quelque chose l'aidera tout de même à accomplir toutes les tâches de prévues. Premier objectif : sortir avec Nodoka, le rendez-vous tournera un peu au vinaigre et se finira en pugilat. Deuxième objectif : protéger l'Arbre-Monde. Son partenaire est un brin expéditif. Troisième objectif : participer au tournoi. Après des préliminaires faciles, qui sera le premier adversaire? |                   |                   |                   |                   |

### Tomes 11 à 20
| no | Japonais        | Japonais          | Français         | Français          |
| no | Date de sortie  | ISBN              | Date de sortie   | ISBN              |
| --- | --------------- | ----------------- | ---------------- | ----------------- |
| 11 | 17 août 2005    | 978-4-06-363565-2 | 14 novembre 2007 | 978-2-84599-790-5 |
| Liste des chapitres : - Chapitre 90 - Festival de minuit... et don d'ubiquité ! - Chapitre 91 - Initiation aux secrets du cosplay ♥ - Chapitre 92 - Serment avec un ennemi juré - Chapitre 93 - Kotarô au front : le tournoi commence ! - Chapitre 94 - Bataille acharnée ! Tatsumiya contre Kû-Fei - Chapitre 95 - Une nouvelle arme ! - Chapitre 96 - Courage : la clé de la victoire ! - Chapitre 97 - Takamichi passe aux choses sérieuses - Chapitre 98 - Debout, Negi ! - Chapitre 99 - Le plan secret pour la victoire ! |                 |                   |                  |                   |
| Durant la soirée du premier jour, les élèves prêtent à Negi toutes sortes d'actions qu'il n'a pas fait... Il n'y a pas le choix, c'est reparti pour un quatrième premier jour : au menu, visite des stands des élèves mais surtout un concours de cosplay avec Chisame en vedette. Après un bref entrainement durant lequel il acquiert une bague magique, le tournoi commence. Quelques combats expéditifs se présenteront avant le premier vrai défi : Mana VS Kû. Commence alors le combat fatidique, qui de Negi ou Takamichi l'emportera ?                                                                                               |                 |                   |                  |                   |
| 12 | 17 octobre 2005 | 978-4-06-363587-4 | 19 mars 2008     | 978-2-84599-839-1 |
| Liste des chapitres : - Chapitre 100 - Le souvenir secret - Chapitre 101 - La vraie force d'Asuna... - Chapitre 102 - Dépasser ses limites !? - Chapitre 103 - Une fête toujours plus mystérieuse… - Chapitre 104 - La promesse - Chapitre 105 - Le plan de Tchao : trop redoutable ? (1re partie) - Chapitre 106 - Le plan de Tchao : trop redoutable ? (2de partie) - Chapitre 107 - Evangeline, sans arme et dangereuse - Chapitre 108 - Choix ultime - Chapitre 109 - Les racines du mal |                 |                   |                  |                   |
| Tout commence par un combat dantesque entre Asuna et Setsuna. Alors que Kûneru et Evangeline pari sur l'issue du combat, Asuna passe en mode Berserker... Après une défaite éclaire de Kotaro face à Kûneru, Takane est bien décidée à punir de ses propres mains Negi pour sa participation au tournoi qu'elle s'imagine être responsable de la révélation de l'existence de la magie sur Internet. S'ensuit alors un combat de l'esprit entre Setsuna et Evangeline. |                 |                   |                  |                   |
| 13 | 17 janvier 2006 | 978-4-06-363621-5 | 4 juin 2008      | 978-2-84599-881-0 |
| Liste des chapitres : - Chapitre 110 - Kûneru Sanders : l'homme à surveiller - Chapitre 111 - Kaede, fabuleuse ninja ! - Chapitre 112 - Au cœur de la bataille ! - Chapitre 113 - Ce qui se cache dans les ténèbres - Chapitre 114 - Puisque vous êtes toutes ici... - Chapitre 115 - L'amour est pouvoir - Chapitre 116 - Vers la finale ! Un complot se trame ♥ - Chapitre 117 - Réunion avec un père ?! - Chapitre 118 - Vives émotions concentrées dans deux poings ! - Chapitre 119 - Un final pas banal |                 |                   |                  |                   |
| Alors que les demi-finales commencent par un combat entre Kūneru Sanders et une Kaede nous laissant entrevoir son potentiel, Asuna, Mei, Takane et une jeune magicienne que l'on n'attendait pas combattent une armée de robot dans les égouts. Le plan de Tchao commence à prendre forme. Après la demi finale opposant Negi et Setsuna, durant laquelle cette dernière aidera son adversaire à recentrer ses objectifs, le chant du cygne du tournoi se fait par une finale digne des dieux entre le jeune professeur et un être du passé… Alors que Tchao s'échappe, une question reste en suspens : que prépare-t-elle réellement ?       |                 |                   |                  |                   |
| 14 | 17 avril 2006   | 978-4-06-363656-7 | 20 août 2008     | 978-2-84599-918-3 |
| Liste des chapitres : - Chapitre 120 - Negi et son fan-club ♥ - Chapitre 121 - Le secret de Negi dévoilé ?! - Chapitre 122 - Un amour ordinaire ? ♥ - Chapitre 123 - Pagaille avant le jour J ! - Chapitre 124 - La magie des sentiments - Chapitre 125 - La star, c'est toi ! - Chapitre 126 - Une élève opportuniste ♥ - Chapitre 127 - Triangle amoureux : une situation critique ! - Chapitre 128 - L'amour et l'amitié en première ligne - Chapitre 129 - L'homme de ma vie est une célébrité |                 |                   |                  |                   |
| Les choses devraient se calmer un peu après un tournoi passionnant, et pourtant Negi devra fuir des journalistes après une cérémonie du thé un peu mouvementée. Obligé de se transformer en adulte, c'est sous cette forme qu'il aidera Ako à faire disparaitre son stress avant le concert. Yue devra faire face ensuite à un grave dilemme entre son amitié avec Nodoka et son amour pour Negi. Enfin Asuna se prépare pour son rendez-vous avec Takamichi. |                 |                   |                  |                   |
| 15 | 17 août 2006    | 978-4-06-363692-5 | 8 octobre 2008   | 978-2-84599-962-6 |
| Liste des chapitres : - Chapitre 130 - Un rendez-vous plein de surprises - Chapitre 131 - Les sentiments d'Asuna à leur zénith ! - Chapitre 132 - Avant de dire au revoir... - Chapitre 133 - Conseil d'orientation avant la super bataille ! - Chapitre 134 - Puissance maximale ! Kung-Fu mécanique ! - Chapitre 135 - Tchao Linshen, on va te faire pleurer ! - Chapitre 136 - L'équipe du p'tit Negi se forme ♥ - Chapitre 137 - Un point de vue adulte sur le combat ♥ - Chapitre 138 - La folle journée de Negi et consorts - Chapitre 139 - Victoire écrasante de la fille surdouée !                                                  |                 |                   |                  |                   |
| Un rendez-vous plutôt banal tournera à l'aventure rocambolesque, Asuna aura-t-elle le courage d'avouer ses sentiments ? Pendant ce temps, Tchao s'apprête à faire ses adieux, quel sombre dessein prépare-t-elle ? Negi est prêt à se battre pour le savoir. Après un entrainement éclair dans la tour d'Evangeline, Negi et ses élèves tombent dans un piège de Tchao. Arriveront-ils à se sortir de ce mauvais pas ? |                 |                   |                  |                   |
| 16 | 17 octobre 2006 | 978-4-06-363732-8 | 3 décembre 2008  | 978-2-84599-975-6 |
| Liste des chapitres : - Chapitre 140 - L'opération secrète pour aller sauver Negi ! - Chapitre 141 - Assauts furieux : la chair se dévoile ♥ - Chapitre 142 - Infiltration ! Attaque ! C'est l'équipée sauvetage ! - Chapitre 143 - Horreur ! La vérité sur les lunettes de la mort ! - Chapitre 144 - L'amitié ! La victoire ! Les retrouvailles ! ♥ - Chapitre 145 - Compte à rebours pour la machine à remonter le temps - Chapitre 146 - Opération vaincre Tchao ! (1re partie) - Chapitre 147 - Opération vaincre Tchao ! (2e partie) - Chapitre 148 - Magie VS Technologie : le grand combat ♥ - Chapitre 149 - Résister à l'assaut ! ♥ |                 |                   |                  |                   |
| L'académie Mahora est en pleine crise : Tchao a réussi à persuader les gens que la magie est bien réelle. Negi est sur le point d'être transformé en hermine. Pire encore, Mana et Chachamaru se sont ralliées à la cause de Tchao et doivent combattre Negi et son équipe. Une seule solution : repartir dans le passé et empêcher Tchao de mettre son plan à exécution. Les élèves du campus entier de Mahora arriveront-ils à tenir tête aux robots de Tchao lors de la bataille décisive du dernier jour de festival ? |                 |                   |                  |                   |
| 17 | 17 janvier 2007 | 978-4-06-363774-8 | 4 février 2009   | 978-2-8116-0009-9 |
| Liste des chapitres : - Chapitre 150 - Combat acharné ! Partie serrée ! Grande bataille sanglante ! L'armée des magiciens de Mahora VS La super science du futur ! - Chapitre 151 - Enfin reposé... Le retour de Negi ! - Chapitre 152 - Dans le collimateur ♥ - Chapitre 153 - Allez, p'tit Negi ! - Chapitre 154 - Combattez ! Magical Girls Biblion ?! - Chapitre 155 - Où Negi ressurgit ! - Chapitre 156 - Tous unis pour sauver le monde ! - Chapitre 157 - À chacun sa justice - Chapitre 158 - Le sort du Monde : un fardeau à partager ! - Chapitre 159 - La raison du plus fort !                                                   |                 |                   |                  |                   |
| Le combat entre l'armée de Tchao et l'académie Mahora tout entière semble désespéré. Les premiers gagnent du terrain, notamment grâce à Mana qui neutralise la majorité de leurs adversaires. Dans ce chaos épique, Negi, soutenu par ses amis, est déterminé à convaincre Tchao de renoncer à son projet. Y parviendra-t-il ? |                 |                   |                  |                   |
| 18 | 17 avril 2007   | 978-4-06-363801-1 | 8 avril 2009     | 978-2-8116-0035-8 |
| Liste des chapitres : - Chapitre 160 - Que la paix règne dans le monde ♥ - Chapitre 161 - L'avenir appartient à tout le monde ♥ - Chapitre 162 - Dans l'espoir d'un monde meilleur ! - Chapitre 163 - Le temps d'une pause ♥ - Chapitre 164 - L'âme magique et espiègle - 1 ♥ - Chapitre 165 - L'âme magique et espiègle - 2 ♥ - Chapitre 166 - Le silence est aussi tendresse ♥ - Chapitre 167 - Où Negi grandit ♥ - Chapitre 168 - Plus que quelques jours avant les vacances d'été ♪ |                 |                   |                  |                   |
| 19 | 17 juillet 2007 | 978-4-06-363850-9 | 3 juin 2009      | 978-2-8116-0068-6 |
| Liste des chapitres : - Chapitre 169 - Est-ce un rêve, la réalité, une illusion ?! - Chapitre 170 - L'incroyable test pour devenir président du club ♥ - Chapitre 171 - Death Study ♥ - Chapitre 172 - Death Study ♥ 2 - Chapitre 173 - Endless Death Study ♥ - Chapitre 174 - Le mot-clé est "père" ?! - Chapitre 175 - Scène de la jeunesse, un jour d'été - Chapitre 176 - Le club Negima (nom provisoire) prend de l'ampleur ♥ - Chapitre 177 - Dead or Alive |                 |                   |                  |                   |
| 20 | 17 octobre 2007 | 978-4-06-363898-1 | 19 août 2009     | 978-2-8116-0098-3 |
| Liste des chapitres : - Chapitre 178 - C'est l'été ! C'est la mer ! Le moment de déclarer sa flamme ?! - Chapitre 179 - Et la grande gagnante est... ?! - Chapitre 180 - À la guerre comme à la guerre ! ♥ - Chapitre 181 - On a quelque chose à te dire... - Chapitre 182 - Pour le groupe de Negi, tout est prêt ! - Chapitre 183 - Souvenirs, souvenirs... ♥ - Chapitre 184 - Arrivée à Londres ! - Chapitre 185 - Point de départ pour le futur - Chapitre 186 - Welcome to Another World ! |                 |                   |                  |                   |

### Tomes 21 à 30
| no | Japonais          | Japonais          | Français          | Français          |
| no | Date de sortie    | ISBN              | Date de sortie    | ISBN              |
| --- | ----------------- | ----------------- | ----------------- | ----------------- |
| 21 | 17 janvier 2008   | 978-4-06-363938-4 | 7 octobre 2009    | 978-2-8116-0128-7 |
| Liste des chapitres : - Chapitre 187 - Effroyable Fate... - Chapitre 188 - L'équipe Negi rassemble toutes ses forces ! - Chapitre 189 - L'équipe Negi anéantie ?! - Chapitre 190 - Charge en énergie : 120% ♥ - Chapitre 191 - La promesse d'un jour... - Chapitre 192 - Pour être un héros... - Chapitre 193 - Fugitifs recherchés, têtes mises à prix ! - Chapitre 194 - "Maid" in Monde Magique - Chapitre 195 - Objectif : rembourser... un million de drachmas !                                                          |                   |                   |                   |                   |
| 22 | 17 avril 2008     | 978-4-06-363971-1 | 2 décembre 2009   | 978-2-8116-0160-7 |
| Liste des chapitres : - Chapitre 196 - Un nouveau héros entre en scène ! - Chapitre 197 - D'une pierre trois coups ♥ - Chapitre 198 - Un duel au risque de sa vie ! - Chapitre 199 - Aux petits soins d'Ako... et cœur palpitant ♥ - Chapitre 200 - Les "forces" en présence ! - Chapitre 201 - Naissance d'un nouveau duo maître-disciple ♥ - Chapitre 202 - Le temps du bilan - Chapitre 203 - Yue, la fille magique - Chapitre 204 - Devenir "idiot"... ♥                                                                   |                   |                   |                   |                   |
| 23 | 12 août 2008      | 978-4-06-384021-6 | 3 février 2010    | 978-2-8116-0223-9 |
| Liste des chapitres : - Chapitre 205 - La voie du père... ou celle du maître ?! - Chapitre 206 - Retrouvailles : l'amour, passionnément ♥ - Chapitre 207 - Aucune chance de gagner ?! - Chapitre 208 - À la limite - Chapitre 209 - Negi est de retour ! - Chapitre 210 - Tous en forme : des progrès quotidiens ♥ - Chapitre 211 - La petite sorcière combat pour de bon ♥ - Chapitre 212 - Le rallye (impudique) de tous les dangers - Chapitre 213 - Yue, la fille super magique ♥                                          |                   |                   |                   |                   |
| 24 | 17 novembre 2008  | 978-4-06-384061-2 | 7 avril 2010      | 978-2-8116-0259-8 |
| Liste des chapitres : - Chapitre 214 - Je suis si heureuse de te revoir... ♥ - Chapitre 215 - Ça commence ! Opération "Retour vers le monde réel" ! - Chapitre 216 - L'amour est-il une illusion ? - Chapitre 217 - Il est temps de faire face aux Ténèbres ! - Chapitre 218 - Cachez ce sein... - Chapitre 219 - Prodigieux ! La Magie des Ténèbres ! - Chapitre 220 - Le club Negima solitaire ! - Chapitre 221 - Que la fête commence ♥ - Chapitre 222 - Negi VS Fate                                                       |                   |                   |                   |                   |
| 25 | 16 février 2009   | 978-4-06-384095-7 | 2 juin 2010       | 978-2-8116-0296-3 |
| Liste des chapitres : - Chapitre 223 - L'équipe Negi VS L'équipe Fate - Chapitre 224 - Dures à cuire ! Les beautés fatales de Fate - Chapitre 225 - Déclaration de guerre ! - Chapitre 226 - Les dieux de la petite culotte ♥ - Chapitre 227 - Confrontation générale ! - Chapitre 228 - L'équipe Negi se rassemble ! - Chapitre 229 - L'identité de Fate ! - Chapitre 230 - Épisode 1 "Les récits de Rakan ♥" - Chapitre 231 - Épisode 2 "Les récits de Rakan ♥"                                                              |                   |                   |                   |                   |
| 26 | 15 mai 2009       | 978-4-06-384135-0 | 18 août 2010      | 978-2-8116-0326-7 |
| Liste des chapitres : - Chapitre 232 - Épisode 3 "Les récits de Rakan ♥" - Chapitre 233 - Épisode 4 "Les récits de Rakan - À la postérité !" ♥ - Chapitre 234 - La princesse captive - Chapitre 235 - L'avènement de "la déesse des seins ♥" - Chapitre 236 - L'équipe Nagi-Kojirô part au front ! - Chapitre 237 - Participation surprise de l'homme légendaire ! - Chapitre 238 - Totale abdication ?! - Chapitre 239 - Rassemblement ♥ Les alliés du courage ! - Chapitre 240 - Rien n'est laissé au hasard ! À bas Rakan ! |                   |                   |                   |                   |
| 27 | 17 septembre 2009 | 978-4-06-384182-4 | 6 octobre 2010    | 978-2-8116-0363-2 |
| Liste des chapitres : - Chapitre 241 - Le réveil de Negi ?! - Chapitre 242 - Negi, le dieu de la foudre ! - Chapitre 243 - Rakan à 120 % ! - Chapitre 244 - Défaite totale pour Negi ?! - Chapitre 245 - Malgré tout, j'ai toujours confiance en Negi ! - Chapitre 246 - La victoire, pour toi ! - Chapitre 247 - Dernier atout ?! - Chapitre 248 - Et, vers le sommet... - Chapitre 249 - Transmission totale des arcanes !                                                                                                   |                   |                   |                   |                   |
| 28 | 17 novembre 2009  | 978-4-06-384205-0 | 1er décembre 2010 | 978-2-8116-0396-0 |
| Liste des chapitres : - Chapitre 250 - Objectif : retour au campus Mahora ! - Chapitre 251 - Retrouvailles et destinée - Chapitre 252 - Partenaire particulière ♥ - Chapitre 253 - Rêves de Pactio : les têtes des filles tournent ♥ - Chapitre 254 - Une autre éminence grise ?! - Chapitre 255 - Quelle voie Negi doit-il choisir ?! - Chapitre 256 - Invitation depuis les Ténèbres - Chapitre 257 - Le plan de retour au monde réel ! - Chapitre 258 - Au cœur des secrets du monde !                                      |                   |                   |                   |                   |
| 29 | 17 février 2010   | 978-4-06-384245-6 | 2 février 2011    | 978-2-8116-0425-7 |
| Liste des chapitres : - Chapitre 259 - Explosion ?! Bataille au sommet dans le Monde Magique ! - Chapitre 260 - Bataille au sommet & Danse hyper chic ♥ - Chapitre 261 - Smack Smack Carnaval ♥ Episode 1 - Chapitre 262 - Smack Smack Carnaval ♥ Episode 2 - Chapitre 263 - Smack Smack Carnaval ♥ Episode 3 - Chapitre 264 - La porte de la vérité ! - Chapitre 265 - Corruption par la Magie des Ténèbres ! - Chapitre 266 - La vérité en face ! - Chapitre 267 - Le destin d'un père et d'une mère                         |                   |                   |                   |                   |
| 30 | 17 mai 2010       | 978-4-06-384293-7 | 6 avril 2011      | 978-2-8116-0453-0 |
| Liste des chapitres : - Chapitre 268 - Effondrement de l'amour et du monde - Chapitre 269 - Jusqu'aux confins du monde... - Chapitre 270 - Ta réponse, s'il te plaît ! - Chapitre 271 - Impasse! Le gladiateur mercenaire de légende... - Chapitre 272 - Réponse finale - Chapitre 273 - J'ai confiance en mon père et en mes camarades ! - Chapitre 274 - Exode du groupe de Negi! - Chapitre 275 - Le retour du "Monde Parfait" ! - Chapitre 276 - Les camarades, le plus grand des atouts !                                 |                   |                   |                   |                   |

### Tomes 31 à 38
| no | Japonais         | Japonais          | Français        | Français          |
| no | Date de sortie   | ISBN              | Date de sortie  | ISBN              |
| --- | ---------------- | ----------------- | --------------- | ----------------- |
| 31 | 17 août 2010     | 978-4-06-384343-9 | 1er juin 2011   | 978-2-8116-0493-6 |
| Liste des chapitres : - Chapitre 277 - Le Monde Magique... anéanti ?! - Chapitre 278 - Règlement de comptes au sommet du Monde Magique ! - Chapitre 279 - L'unique espoir, c'est le groupe de Negi ! - Chapitre 280 - Les jeunes filles contre-attaquent ! - Chapitre 281 - Groupe de Negi, à bâbord toute ! En avant à toute allure ! - Chapitre 282 - À la recherche de la clé pour la victoire ! - Chapitre 283 - Attaque furieuse contre Asuna ♥ - Chapitre 284 - La princesse en captivité - Chapitre 285 - Ordonnance des Ténèbres                                              |                  |                   |                 |                   |
| 32 | 17 novembre 2010 | 978-4-06-384393-4 | 17 août 2011    | 978-2-8116-0520-9 |
| Liste des chapitres : - Chapitre 286 - Magia Erebea VS Le groupe de Negi - Chapitre 287 - École Mahora : préparation au combat ! - Chapitre 288 - Confessions intimes ♥ - Chapitre 289 - Pactios en série à l'horizon ♥ - Chapitre 290 - La résolution de Fate - Chapitre 291 - Les Ténèbres au creux de ses mains ! - Chapitre 292 - Final Project - Le plan d'attaque du dernier objectif - Chapitre 293 - Le combat final commence ! - Chapitre 294 - À l'attaque, Ala Alba ! |                  |                   |                 |                   |
| 33 | 17 février 2011  | 978-4-06-384439-9 | 5 octobre 2011  | 978-2-8116-0550-6 |
| Liste des chapitres : - Chapitre 295 - Le choix final ! - Chapitre 296 - Nostalgie des bons vieux jours - Chapitre 297 - Le Monde Parfait - Chapitre 298 - Il n'y a pas qu'un futur ! - Chapitre 299 - La réponse de Negi VS La réponse de Fate - Chapitre 300 - Jusqu'auprès d'Asuna ! - Chapitre 301 - Un combat pour sauver le monde ! - Chapitre 302 - Confrontation générale ! Le Monde Parfait VS L'Ala Alba ! - Chapitre 303 - Dernier donjon : en première ligne ! - Chapitre 304 - Confrontation générale ! 2e round !                                                       |                  |                   |                 |                   |
| 34 | 17 mai 2011      | 978-4-06-384487-0 | 4 janvier 2012  | 978-2-8116-0610-7 |
| Liste des chapitres : - Chapitre 305 - Auprès de Fate ! - Chapitre 306 - La victoire... ou la perdition ? - Chapitre 307 - Malgré tout, on croit en Negi ! - Chapitre 308 - Le meilleur plan pour accéder à l'imprenable ! - Chapitre 309 - Donjon final : incursion audacieuse ! - Chapitre 310 - À l'assaut, Ala Alba ! - Chapitre 311 - La contre-attaque de Fate - Chapitre 312 - Sacrifice ninja et embarras absolu... - Chapitre 313 - Pas question d'abandonner, nous irons jusqu'au bout ! - Chapitre 314 - Renaissance                                                       |                  |                   |                 |                   |
| 35 | 17 août 2011     | 978-4-06-384532-7 | 4 avril 2012    | 978-2-8116-0668-8 |
| Liste des chapitres : - Chapitre 315 - Vers le combat fatidique ! - Chapitre 316 - Où est la "vérité" ?! - Chapitre 317 - Compte à rebours avant destruction ! - Chapitre 318 - Combat décisif ! - Chapitre 319 - Une bataille à 1000% ! - Chapitre 320 - On ne va pas perdre ! On ne peut pas perdre ! - Chapitre 321 - Dans la bataille, de toutes nos forces ! - Chapitre 322 - Le monde magique vs l'école Mahora ! - Chapitre 323 - Retour du navire "Great Paru" ! - Chapitre 324 - Le secret dévoilé !                                                                         |                  |                   |                 |                   |
| 36 | 17 novembre 2011 | 978-4-06-384577-8 | 18 juillet 2012 | 978-2-8116-0734-0 |
| Liste des chapitres : - Chapitre 325 - Réglons ça, maintenant ! - Chapitre 326 - Fate s'éveille - Chapitre 327 - La saveur du café - Chapitre 328 - Qui a survécu ? - Chapitre 329 - Je te confie le futur ! - Chapitre 330 - La résurrection du cauchemar ! - Chapitre 331 - Ecole Mahora VS Le Monde Parfait ! - Chapitre 332 - Le grand rassemblement des camarades de classe ! - Chapitre 333 - Sauvez Asuna ! On se serre les coudes et on contre-attaque ! - Chapitre 334 - Retrouvailles ♥ Le meilleur partenaire ! - Chapitre 335 - Que tous les êtres vivants ressuscitent ! |                  |                   |                 |                   |
| 37 | 17 février 2012  | 978-4-06-384626-3 | 3 octobre 2012  | 978-2-8116-0919-1 |
| Liste des chapitres : - Chapitre 336 - Après un grand combat ! - Chapitre 337 - Je veux aider ! - Chapitre 338 - Le projet d'exploration de l'univers bien-aimé ♥ - Chapitre 339 - Complexe d'amour ♥ - Chapitre 340 - Le fruit de l'amour est né ♥ - Chapitre 341 - Je vais me marier ?! - Chapitre 342 - Le vrai prix à payer ! - Chapitre 343 - Adieu pour toujours - Chapitre 344 - Negi, l'ennemi de la gent féminine ! - Chapitre 345 - La cible, c'est M. Negi ! |                  |                   |                 |                   |
| 38 | 17 mai 2012      | 978-4-06-384670-6 | 30 janvier 2013 | 978-2-8116-1089-0 |
| Liste des chapitres : - Chapitre 346 - Une révélation ? La bien-aimée de Negi?! - Chapitre 347 - On n'arrête pas l'amour ! - Chapitre 348 - On va lui tirer les vers du nez ♥ - Chapitre 349 - Je veux protéger Negi ! ♥ - Chapitre 350 - En route pour un voyage sans fin - Chapitre 351 - Bye-bye, tout le monde ! - Chapitre 352 - Souvenirs séculaires - Chapitre 353 - Aller de l'avant, vers le futur ! - Chapitre 354 - Un personnage étonnant ! Yue la détective magique ♥ - Chapitre 355 - Que Dieu garde la 3-A                                                             |                  |                   |                 |                   |

## Volumes doubles

### Tomes 1 à 10
| no | Japonais        | Japonais          | Français        | Français          |
| no | Date de sortie  | ISBN              | Date de sortie  | ISBN              |
| --- | --------------- | ----------------- | --------------- | ----------------- |
| 1 | 9 décembre 2016 | 978-4-06-393112-9 | 16 octobre 2013 | 978-2-81-161270-2 |
| Liste des chapitres : - Chapitre 1 - Comment un petit magicien devint prof... - Chapitre 2 - Moins une à la bibliothèque ! - Chapitre 3 - Les joies du bain... - Chapitre 4 - Collée pour le pire - Chapitre 5 - Grand match de balle au prisonnier ~combat de filles~ - 1re partie - Chapitre 6 - Grand match de balle au prisonnier ~combat de filles~ - 2e partie - Chapitre 7 - Les Baka Rangers et le secret de l'île-bibliothèque - Le défi de l'examen trimestriel - 1re partie - Chapitre 8 - Les Baka Rangers et le secret de l'île-bibliothèque - Le défi de l'examen trimestriel - 2e partie - Chapitre 9 - Les Baka Rangers et le secret de l'île-bibliothèque - Le défi de l'examen trimestriel - 3e partie - Chapitre 10 - Les Baka Rangers et le secret de l'île-bibliothèque - Le défi de l'examen trimestriel - 4e partie - Chapitre 11 - Les Baka Rangers et le secret de l'île-bibliothèque - Le défi de l'examen trimestriel - 5e partie - Chapitre 12 - E.Girl Life - Chapitre 13 - Petite visite guidée - Chapitre 14 - Les ennemis d'hier sont les amis d'aujourd'hui - Chapitre 15 - Negi veut se marier ?!                                                                                  |                 |                   |                 |                   |
| 2 | 9 décembre 2016 | 978-4-06-393113-6 | 16 octobre 2013 | 978-2-81-161292-4 |
| Liste des chapitres : - Chapitre 16 - Le magicien de l'allée des cerisiers - Chapitre 17 - Nom de code, Evangeline... - Chapitre 18 - Un petit coup de main... ? - Chapitre 19 - Serment viril (en apparence) ♪ - Chapitre 20 - Quoi ?! Asuna est sous Pactio ? - Chapitre 21 - Un peu d'exercice ! - Chapitre 22 - Quand Negi est dans un état second - Chapitres 23~25 - Coupure électrique générale sur l'école - Chapitre 26 - La preuve du Pactio ? - Chapitre 27 - Rendez-vous secret ?! L'attaque des pom-pom girls ! - Chapitre 28 - Panique dans le Shinkansen ! - Chapitre 29 - Espionnage et nudité... - Chapitre 30 - Le secret de Konoka et Setsuna - Chapitres 31~32 - Grand guignol ! La fille aux trois Fuda ! - Chapitre 33 - Prière au grand Bouddha de Nara - Chapitre 34 - Image choc à Kyoto ! La magie existe ? |                 |                   |                 |                   |
| 3 | 6 janvier 2017  | 978-4-06-393114-3 | 4 décembre 2013 | 978-2-81-161303-7 |
| Liste des chapitres : - Chapitre 35 - Embrassades au cœur de la nuit - Chapitre 36 - Labyrinthe labial... - Chapitre 37 - Qui a embrassé Negi ? - Chapitre 38 - Le livre secret de Nodoka - Chapitre 39 - Aveuglement, boucle et survie... - Chapitre 40 - Pour retrouver son chemin... - Chapitre 41 - Plan secret ?! - Chapitres 42~43 - Une nouvelle équipe de gardes du corps ? - Chapitre 44 - Une nuit au temple - Chapitre 45 - Silence sur le temple - Chapitre 46 - Ça chauffe au temple - Chapitre 47 - Récupérer Konoka ! - Chapitre 48 - L'heure d'agir ! - Chapitre 49 - Libération et force cachée... - Chapitre 50 - Pour Konoka... - Chapitre 51 - Le retour de Dark Evangeline - Chapitre 52 - Prodige - Chapitre 53 - Le Kyoto des souvenirs |                 |                   |                 |                   |
| 4 | 6 janvier 2017  | 978-4-06-393115-0 | 15 janvier 2014 | 978-2-81-161340-2 |
| Liste des chapitres : - Chapitre 54 - Carte, trouble et chocolat ♥ - Chapitre 55 - Triangle amoureux ! - Chapitre 56 - Negi, Makie et le test de disciple - Chapitres 57~58 - Déclaration de guerre ! - Chapitre 59 - Décryptage ? - Chapitre 60 - De la bonne utilisation des cartes - Chapitre 61 - L'empire tropical de la guimauve - Chapitre 62 - Ne jamais s'épancher sous les tropiques - Chapitre 63 - La tour des secrets - Chapitre 64 - À la poursuite de Negi ! - Chapitre 65 - Mon Superman à moi - Chapitre 66 - La vérité d'un jour de neige - Chapitre 67 - Glisse et temps de bain - Chapitre 68 - Visite d'un soir d'orage - Chapitre 69 - Combat ! Negi et Kotarō - Chapitre 70 - Pourquoi combattre ? - Chapitre 71 - Le choix de Negi |                 |                   |                 |                   |
| 5 | 6 février 2017  | 978-4-06-393138-9 | 19 février 2014 | 978-2-81-161374-7 |
| Liste des chapitres : - Chapitre 72 - Allez, les filles ! - Chapitre 73 - Doux à l'extérieur, consistant à l'intérieur - Chapitre 74 - Une élève toujours présente... - Chapitre 75 - Les larmes aux yeux... - Chapitres 76~77 - Amour à sens unique - Chapitre 78 - Un magicien très demandé - Chapitre 79 - La légende de l'arbre-monde - Chapitre 80 - Une veille mouvementée - Chapitre 81 - Fête de Mahora : l'événement de l'année ! - Chapitre 82 - Ouverture de la fête... encore !? - Chapitre 83 - Rendez-vous avec le rat de bibliothèque ♥ - Chapitre 84 - Negi, le Terminator du baiser - Chapitre 85 - Jeux de mains... - Chapitre 86 - Le sniper de l'amour - Chapitre 87 - Cœur amoureux se dissimule difficilement - Chapitre 88 - Le légendaire tournoi d'arts martiaux ♥ : attention, danger ! - Chapitre 89 - Battle Royal palpitant ♥, la réunion des costauds ! |                 |                   |                 |                   |
| 6 | 6 février 2017  | 978-4-06-393139-6 | 19 mars 2014    | 978-2-81-161399-0 |
| Liste des chapitres : - Chapitre 90 - Festival de minuit... et don d'ubiquité ! - Chapitre 91 - Initiation aux secrets du cosplay ♥ - Chapitre 92 - Serment avec un ennemi juré - Chapitre 93 - Kotarô au front : le tournoi commence ! - Chapitre 94 - Bataille acharnée ! Tatsumiya contre Kû-Fei - Chapitre 95 - Une nouvelle arme ! - Chapitre 96 - Courage : la clé de la victoire ! - Chapitre 97 - Takamichi passe aux choses sérieuses - Chapitre 98 - Debout, Negi ! - Chapitre 99 - Le plan secret pour la victoire ! - Chapitre 100 - Le souvenir secret - Chapitre 101 - La vraie force d'Asuna... - Chapitre 102 - Dépasser ses limites !? - Chapitre 103 - Une fête toujours plus mystérieuse… - Chapitre 104 - La promesse - Chapitre 105 - Le plan de Tchao : trop redoutable ? (1re partie) - Chapitre 106 - Le plan de Tchao : trop redoutable ? (2de partie) - Chapitre 107 - Evangeline, sans arme et dangereuse - Chapitre 108 - Choix ultime - Chapitre 109 - Les racines du mal |                 |                   |                 |                   |
| 7 | 9 mars 2017     | 978-4-06-393161-7 | 16 avril 2014   | 978-2-81-161427-0 |
| Liste des chapitres : - Chapitre 110 - Kûneru Sanders : l'homme à surveiller - Chapitre 111 - Kaede, fabuleuse ninja ! - Chapitre 112 - Au cœur de la bataille ! - Chapitre 113 - Ce qui se cache dans les ténèbres - Chapitre 114 - Puisque vous êtes toutes ici... - Chapitre 115 - L'amour est pouvoir - Chapitre 116 - Vers la finale ! Un complot se trame ♥ - Chapitre 117 - Réunion avec un père ?! - Chapitre 118 - Vives émotions concentrées dans deux poings ! - Chapitre 119 - Un final pas banal - Chapitre 120 - Negi et son fan-club ♥ - Chapitre 121 - Le secret de Negi dévoilé ?! - Chapitre 122 - Un amour ordinaire ? ♥ - Chapitre 123 - Pagaille avant le jour J ! - Chapitre 124 - La magie des sentiments - Chapitre 125 - La star, c'est toi ! - Chapitre 126 - Une élève opportuniste ♥ - Chapitre 127 - Triangle amoureux : une situation critique ! - Chapitre 128 - L'amour et l'amitié en première ligne - Chapitre 129 - L'homme de ma vie est une célébrité |                 |                   |                 |                   |
| 8 | 9 mars 2017     | 978-4-06-393162-4 | 14 mai 2014     | 978-2-81-161448-5 |
| Liste des chapitres : - Chapitre 130 - Un rendez-vous plein de surprises - Chapitre 131 - Les sentiments d'Asuna à leur zénith ! - Chapitre 132 - Avant de dire au revoir... - Chapitre 133 - Conseil d'orientation avant la super bataille ! - Chapitre 134 - Puissance maximale ! Kung-Fu mécanique ! - Chapitre 135 - Tchao Linshen, on va te faire pleurer ! - Chapitre 136 - L'équipe du p'tit Negi se forme ♥ - Chapitre 137 - Un point de vue adulte sur le combat ♥ - Chapitre 138 - La folle journée de Negi et consorts - Chapitre 139 - Victoire écrasante de la fille surdouée ! - Chapitre 140 - L'opération secrète pour aller sauver Negi ! - Chapitre 141 - Assauts furieux : la chair se dévoile ♥ - Chapitre 142 - Infiltration ! Attaque ! C'est l'équipée sauvetage ! - Chapitre 143 - Horreur ! La vérité sur les lunettes de la mort ! - Chapitre 144 - L'amitié ! La victoire ! Les retrouvailles ! ♥ - Chapitre 145 - Compte à rebours pour la machine à remonter le temps - Chapitre 146 - Opération vaincre Tchao ! (1re partie) - Chapitre 147 - Opération vaincre Tchao ! (2e partie) - Chapitre 148 - Magie VS Technologie : le grand combat ♥ - Chapitre 149 - Résister à l'assaut ! ♥ |                 |                   |                 |                   |
| 9 | 7 avril 2017    | 978-4-06-393162-4 | 11 juin 2014    | 978-2-81-161504-8 |
| Liste des chapitres : - Chapitre 150 - Combat acharné ! Partie serrée ! Grande bataille sanglante ! L'armée des magiciens de Mahora VS La super science du futur ! - Chapitre 151 - Enfin reposé... Le retour de Negi ! - Chapitre 152 - Dans le collimateur ♥ - Chapitre 153 - Allez, p'tit Negi ! - Chapitre 154 - Combattez ! Magical Girls Biblion ?! - Chapitre 155 - Où Negi ressurgit ! - Chapitre 156 - Tous unis pour sauver le monde ! - Chapitre 157 - À chacun sa justice - Chapitre 158 - Le sort du Monde : un fardeau à partager ! - Chapitre 159 - La raison du plus fort ! - Chapitre 160 - Que la paix règne dans le monde ♥ - Chapitre 161 - L'avenir appartient à tout le monde ♥ - Chapitre 162 - Dans l'espoir d'un monde meilleur ! - Chapitre 163 - Le temps d'une pause ♥ - Chapitre 164 - L'âme magique et espiègle - 1 ♥ - Chapitre 165 - L'âme magique et espiègle - 2 ♥ - Chapitre 166 - Le silence est aussi tendresse ♥ - Chapitre 167 - Où Negi grandit ♥ - Chapitre 168 - Plus que quelques jours avant les vacances d'été ♪ |                 |                   |                 |                   |
| 10 | 7 avril 2017    | 978-4-06-393182-2 | 16 juillet 2014 | 978-2-81-161524-6 |
| Liste des chapitres : - Chapitre 169 - Est-ce un rêve, la réalité, une illusion ?! - Chapitre 170 - L'incroyable test pour devenir président du club ♥ - Chapitre 171 - Death Study ♥ - Chapitre 172 - Death Study ♥ 2 - Chapitre 173 - Endless Death Study ♥ - Chapitre 174 - Le mot-clé est "père" ?! - Chapitre 175 - Scène de la jeunesse, un jour d'été - Chapitre 176 - Le club Negima (nom provisoire) prend de l'ampleur ♥ - Chapitre 177 - Dead or Alive - Chapitre 178 - C'est l'été ! C'est la mer ! Le moment de déclarer sa flamme ?! - Chapitre 179 - Et la grande gagnante est... ?! - Chapitre 180 - À la guerre comme à la guerre ! ♥ - Chapitre 181 - On a quelque chose à te dire... - Chapitre 182 - Pour le groupe de Negi, tout est prêt ! - Chapitre 183 - Souvenirs, souvenirs... ♥ - Chapitre 184 - Arrivée à Londres ! - Chapitre 185 - Point de départ pour le futur - Chapitre 186 - Welcome to Another World ! |                 |                   |                 |                   |

### Tomes 11 à 19
| no | Japonais       | Japonais          | Français          | Français          |
| no | Date de sortie | ISBN              | Date de sortie    | ISBN              |
| --- | -------------- | ----------------- | ----------------- | ----------------- |
| 11 | 9 mai 2017     | 978-4-06-393188-4 | 13 août 2014      | 978-2-81-161533-8 |
| Liste des chapitres : - Chapitre 187 - Effroyable Fate... - Chapitre 188 - L'équipe Negi rassemble toutes ses forces ! - Chapitre 189 - L'équipe Negi anéantie ?! - Chapitre 190 - Charge en énergie : 120% ♥ - Chapitre 191 - La promesse d'un jour... - Chapitre 192 - Pour être un héros... - Chapitre 193 - Fugitifs recherchés, têtes mises à prix ! - Chapitre 194 - "Maid" in Monde Magique - Chapitre 195 - Objectif : rembourser... un million de drachmas ! - Chapitre 196 - Un nouveau héros entre en scène ! - Chapitre 197 - D'une pierre trois coups ♥ - Chapitre 198 - Un duel au risque de sa vie ! - Chapitre 199 - Aux petits soins d'Ako... et cœur palpitant ♥ - Chapitre 200 - Les "forces" en présence ! - Chapitre 201 - Naissance d'un nouveau duo maître-disciple ♥ - Chapitre 202 - Le temps du bilan - Chapitre 203 - Yue, la fille magique - Chapitre 204 - Devenir "idiot"... ♥                             |                |                   |                   |                   |
| 12 | 9 mai 2017     | 978-4-06-393189-1 | 17 septembre 2014 | 978-2-81-161571-0 |
| Liste des chapitres : - Chapitre 205 - La voie du père... ou celle du maître ?! - Chapitre 206 - Retrouvailles : l'amour, passionnément ♥ - Chapitre 207 - Aucune chance de gagner ?! - Chapitre 208 - À la limite - Chapitre 209 - Negi est de retour ! - Chapitre 210 - Tous en forme : des progrès quotidiens ♥ - Chapitre 211 - La petite sorcière combat pour de bon ♥ - Chapitre 212 - Le rallye (impudique) de tous les dangers - Chapitre 213 - Yue, la fille super magique ♥ - Chapitre 214 - Je suis si heureuse de te revoir... ♥ - Chapitre 215 - Ça commence ! Opération "Retour vers le monde réel" ! - Chapitre 216 - L'amour est-il une illusion ? - Chapitre 217 - Il est temps de faire face aux Ténèbres ! - Chapitre 218 - Cachez ce sein... - Chapitre 219 - Prodigieux ! La Magie des Ténèbres ! - Chapitre 220 - Le club Negima solitaire ! - Chapitre 221 - Que la fête commence ♥ - Chapitre 222 - Negi VS Fate |                |                   |                   |                   |

### Kodansha BOOKS
1. 1 2  Tome 1
2. 1 2  Tome 2
3. 1 2  Tome 3
4. 1 2  Tome 4
5. 1 2  Tome 5
6. 1 2  Tome 6
7. 1 2  Tome 7
8. 1 2  Tome 8
9. 1 2  Tome 9
10. 1 2  Tome 10
11. 1 2  Tome 11
12. 1 2  Tome 12
13. 1 2  Tome 13
14. 1 2  Tome 14
15. 1 2  Tome 15
16. 1 2  Tome 16
17. 1 2  Tome 17
18. 1 2  Tome 18
19. 1 2  Tome 19
20. 1 2  Tome 20
21. 1 2  Tome 21
22. 1 2  Tome 22
23. 1 2  Tome 23
24. 1 2  Tome 24
25. 1 2  Tome 25
26. 1 2  Tome 26
27. 1 2  Tome 27
28. 1 2  Tome 28
29. 1 2  Tome 29
30. 1 2  Tome 30
31. 1 2  Tome 31
32. 1 2  Tome 32
33. 1 2  Tome 33
34. 1 2  Tome 34
35. 1 2  Tome 35
36. 1 2  Tome 36
37. 1 2  Tome 37
38. 1 2  Tome 38
39. 1 2  Tome double 1
40. 1 2  Tome double 2
41. 1 2  Tome double 3
42. 1 2  Tome double 4
43. 1 2  Tome double 5
44. 1 2  Tome double 6
45. 1 2  Tome double 7
46. 1 2  Tome double 8
47. 1 2  Tome double 9
48. 1 2  Tome double 10
49. 1 2  Tome double 11
50. 1 2  Tome double 12

### Pika Edition
1. 1 2  Tome 1
2. 1 2  Tome 2
3. 1 2  Tome 3
4. 1 2  Tome 4
5. 1 2  Tome 5
6. 1 2  Tome 6
7. 1 2  Tome 7
8. 1 2  Tome 8
9. 1 2  Tome 9
10. 1 2  Tome 10
11. 1 2  Tome 11
12. 1 2  Tome 12
13. 1 2  Tome 13
14. 1 2  Tome 14
15. 1 2  Tome 15
16. 1 2  Tome 16
17. 1 2  Tome 17
18. 1 2  Tome 18
19. 1 2  Tome 19
20. 1 2  Tome 20
21. 1 2  Tome 21
22. 1 2  Tome 22
23. 1 2  Tome 23
24. 1 2  Tome 24
25. 1 2  Tome 25
26. 1 2  Tome 26
27. 1 2  Tome 27
28. 1 2  Tome 28
29. 1 2  Tome 29
30. 1 2  Tome 30
31. 1 2  Tome 31
32. 1 2  Tome 32
33. 1 2  Tome 33
34. 1 2  Tome 34
35. 1 2  Tome 35
36. 1 2  Tome 36
37. 1 2  Tome 37
38. 1 2  Tome 38
39. 1 2  Tome 1&2
40. 1 2  Tome 3&4
41. 1 2  Tome 5&6
42. 1 2  Tome 7&8
43. 1 2  Tome 9&10
44. 1 2  Tome 11&12
45. 1 2  Tome 13&14
46. 1 2  Tome 15&16
47. 1 2  Tome 17&18
48. 1 2  Tome 19&20
49. 1 2  Tome 21&22
50. 1 2  Tome 23&24